# San Martino Siccomario
San Martino Siccomario es una localidad y comune italiana de la provincia de Pavía, región de Lombardía, con 5.495 habitantes.

## Evolución demográfica
| Gráfica de evolución demográfica de San Martino Siccomario entre 1861 y 2001 |
|                                                                              |
| Fuente ISTAT - elaboración gráfica de Wikipedia                              |